# Destrier
Vous lisez un « bon article » labellisé en 2012.

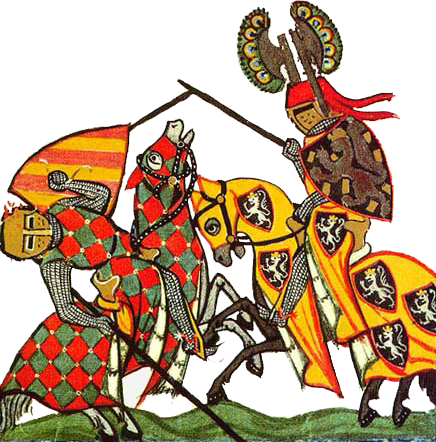
Deux destriers (dont celui de) représentés dans une enluminure du Codex Manesse, réalisé entre 1305 et 1315.

Le destrier est un cheval de guerre ou de tournois, associé aux chevaliers du Moyen Âge, en Europe occidentale. Entraîné à porter son cavalier en armure et ses équipements en situation de conflit, rompu à la charge au galop lors de jeux militaires (les joutes et la quintaine), il est le plus coûteux et le plus réputé des chevaux de l'époque. Son utilisation en tournoi remonte peut-être à la fin du XIe siècle. Au combat, il se généralise au milieu du XIIe siècle. Il joue un grand rôle sur les champs de bataille occidentaux jusqu'à l'arrivée de la poudre à canon à la fin du XIVe siècle, dont l'emploi met définitivement fin à la suprématie militaire de la chevalerie au début du XVIe siècle. La pratique des tournois continue jusqu'au début du XVIIe siècle, puis le dressage classique s'impose parmi la noblesse. Les destriers disparaissent des registres, remplacés par des chevaux baroques.
Une controverse existe au sujet de son modèle, certains historiens soutenant encore qu'il s'agissait d'un immense animal au physique de cheval de trait, mesurant jusqu'à 1,80 m au garrot. Les recherches récentes prouvent une taille plus modeste (1,50 m en moyenne) et un physique plus proche du cheval de selle robuste. Des essais de reconstitution sont mis en place depuis 1991, par croisement entre un cheval de selle athlétique et un cheval de trait léger.
Le destrier est bien connu de la culture populaire à travers ses représentants dans les romans de chevalerie arthuriens et la matière de France, comme Bayard, Gringalet et Veillantif. Il est désormais repris comme monture de guerre dans les univers des jeux de rôle et des jeux vidéo médiévaux fantastiques.

## Étymologie et terminologie
Le nom français « destrier » provient du mot « dextre », lui-même issu du latin dextra, qui signifie la « droite ». Attesté vers 1100, ce nom provient du fait que l’écuyer devait tenir et diriger son propre cheval ou une bête de somme de la main gauche tout en menant le destrier du chevalier de la main droite quand celui-ci ne le monte pas pour combattre. C’est une règle de la chevalerie évoquée, par exemple, chez Chrétien de Troyes. En Angleterre, le destrier est mentionné pour la première fois sous le nom de magnus equus en 1282.
Il existe d'autres termes pour désigner les chevaux de guerre médiévaux, une difficulté résidant dans l'utilisation de plusieurs mots pour désigner une fonction du cheval, ou inversement. Les noms « destrier » et « coursier » sont utilisés de façon interchangeable, parfois même au sein d'un unique document.
En français, le terme « mosodor », « misaudor » ou « misodour » (dérivé de « mille sous d'or ») désigne le cheval de bataille dans des œuvres littéraires médiévales, par exemple dans certaines versions de la chanson des Quatre fils Aymon et du Roman d'Alexandre. Il s'agirait d'un destrier particulièrement précieux et onéreux. Le cheval militaire anglais est nommé d'après les sources d'époque le Great Horse, soit « grand cheval », en raison de sa taille et de sa réputation.

## Histoire

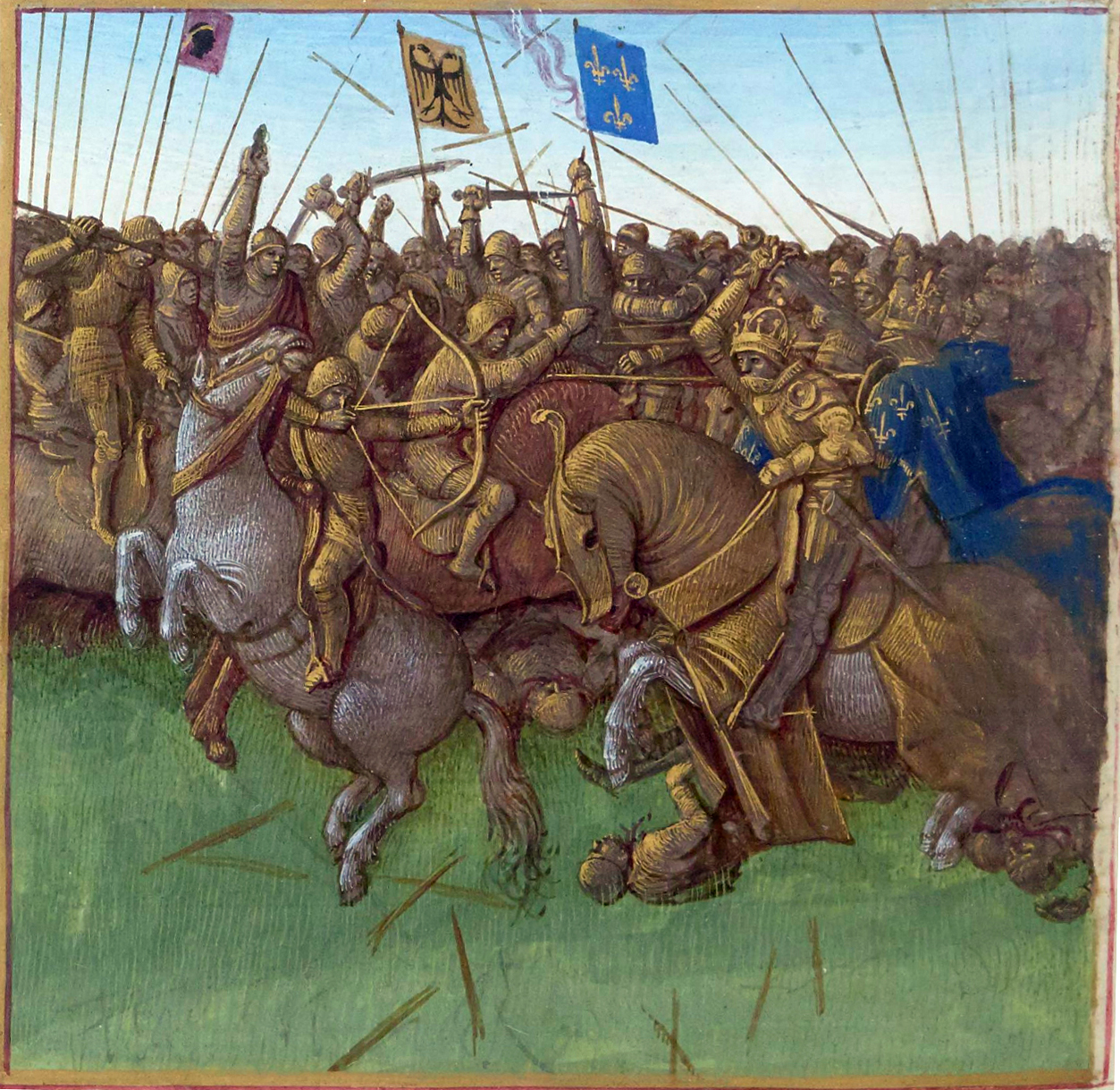
Un destrier (à droite, premier plan) dans les Grandes Chroniques de France par Jean Fouquet (Livre de Louis III et Carloman), Paris, BnF, fol. 154v.

Contrairement à une opinion populaire répandue, le destrier est rare. Il est aussi le plus cher et le plus valorisé des chevaux médiévaux connus, comme le prouvent les registres des péages.

### Origine
Les origines du cheval de guerre médiéval sont obscures. Vraisemblablement issu de Barbe et d'Arabe par l'intermédiaire du Genet d'Espagne, animal précurseur du Frison et des Andalous, il a peut-être été influencé par des bêtes d'origine orientale (comme le turkoman d'Iran et d'Anatolie), ramenées des croisades. Quelle que soit leur origine exacte, les chevaux espagnols sont réputés les plus efficaces et les plus coûteux. En Allemagne, le terme spanjol est utilisé pour décrire les qualités des chevaux de guerre ; toutefois, les sources littéraires en allemand pourraient également désigner des chevaux en provenance de Scandinavie.

### Élevage
L'élevage trouve des implantations favorables sous l'impulsion des ordres monastiques, des aristocraties et des nobles,. La France produit de bons chevaux de guerre, certains chercheurs attribuant ce succès à la société féodale et à l'influence historique des traditions romaines en matière d'élevage, préservées par les Mérovingiens. Les Carolingiens augmentent leurs effectifs en cavalerie lourde, ce qui aboutit à la saisie de terres (pour la production fourragère), et à un changement dans les tributs prélevés pour financer l’élevage des chevaux de guerre, destinés à être utilisés pour protéger les vassaux.

### Utilisation

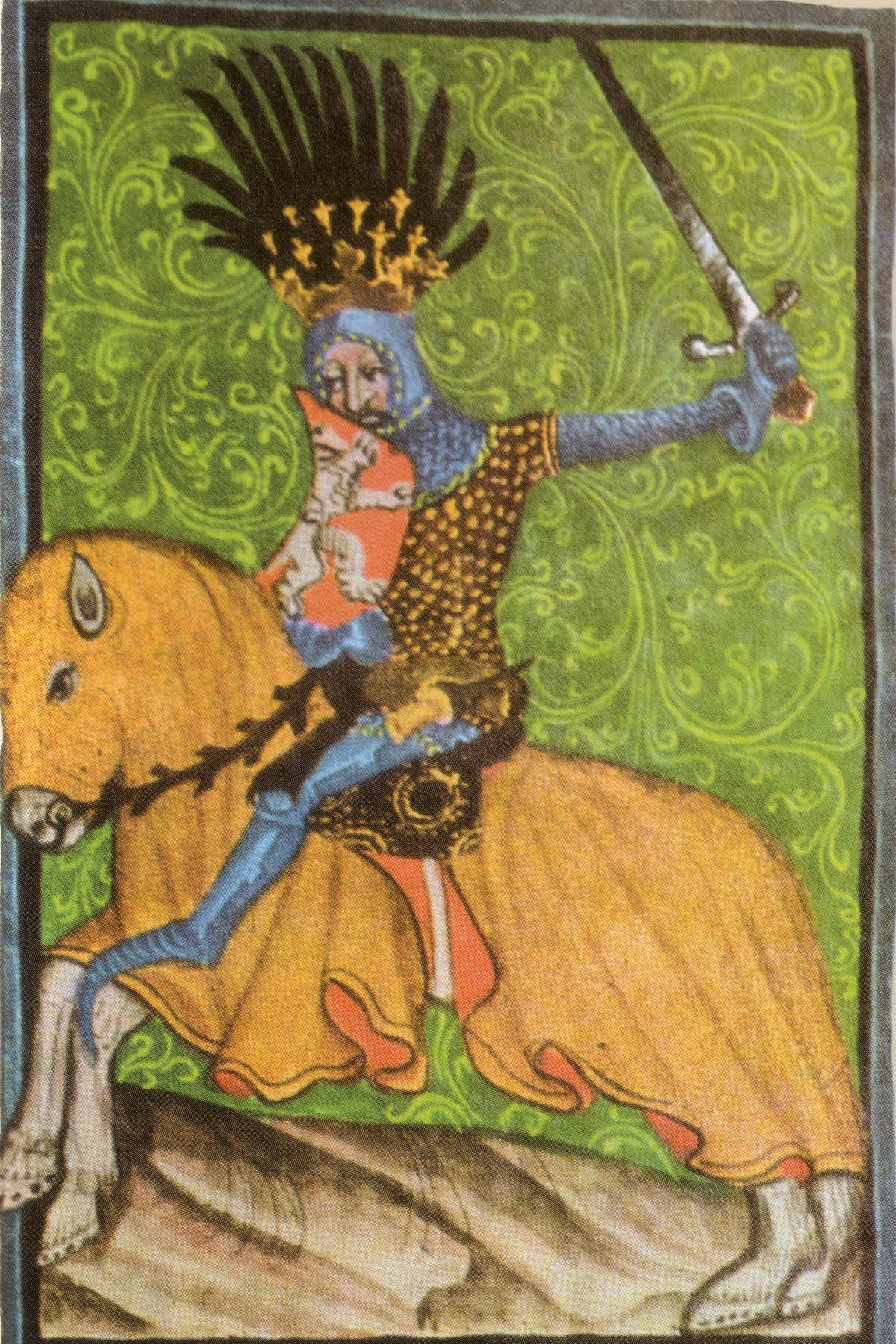
Jean Ier de Luxembourg sur son destrier.

Le destrier est essentiellement utilisé pour la guerre, et durant des jeux martiaux montés, comme la quintaine et la joute équestre dans le cadre des tournois de chevalerie. Il est davantage réputé et admiré pour ses capacités en joute que ses capacités à la guerre, les chevaux rapides de type coursier ayant la préférence. Le destrier n'étant destiné qu'aux situations de combat, cette association est si forte qu'une loi de Frédéric Ier punit quiconque attaque un chevalier sur un palefroi pour violation de la paix, tandis que celui qui attaque un chevalier sur destrier n'est pas inquiété. Selon la chanson de geste Le Couronnement de Louis, un bon chevalier de la fin du XIIe siècle se doit de posséder un piquet de plusieurs chevaux définis par leur usage : un destrier, un palefroi (cheval de parade et de promenade), un roncin (cheval à tout faire), une mule ou autre bête de somme. L'écuyer est généralement chargé de soigner et préparer le destrier, non le chevalier lui-même.
Il permet au chevalier qui le monte de se déplacer plus rapidement et de frapper plus efficacement avec davantage d'élan, en dominant les hommes à pied pour une frappe de haut en bas, avec une efficacité accrue.

#### Controverse de l'étrier
Une controverse existe parmi les historiens médiévistes concernant le rôle exact joué par l'introduction de l'étrier en Europe occidentale sur l'utilisation des destriers. L'utilisation du cheval monté s'accroît en effet au VIIIe siècle, avec l'arrivée de la dynastie carolingienne. Selon Lynn Townsend White, le manque de stabilité en selle limitait jusqu'alors le cavalier au combat. Il postule que les avantages de l'étrier ont conduit à la naissance du féodalisme lui-même, puis à la suprématie des chevaliers sur les champs de bataille, grâce à l'utilisation des tactiques de choc montées. D'autres historiens, en particulier Kelly DeVries, soutiennent au contraire que les Francs ne connaissaient pas les tactiques de choc montées au VIIIe siècle. Depuis les années 1970, le rôle du choc monté pendant les guerres médiévales a été largement réfuté. De plus, la cavalerie lourde a existé sans étriers, comme le prouvent les cataphractaires byzantins.

#### Sur les champs de bataille

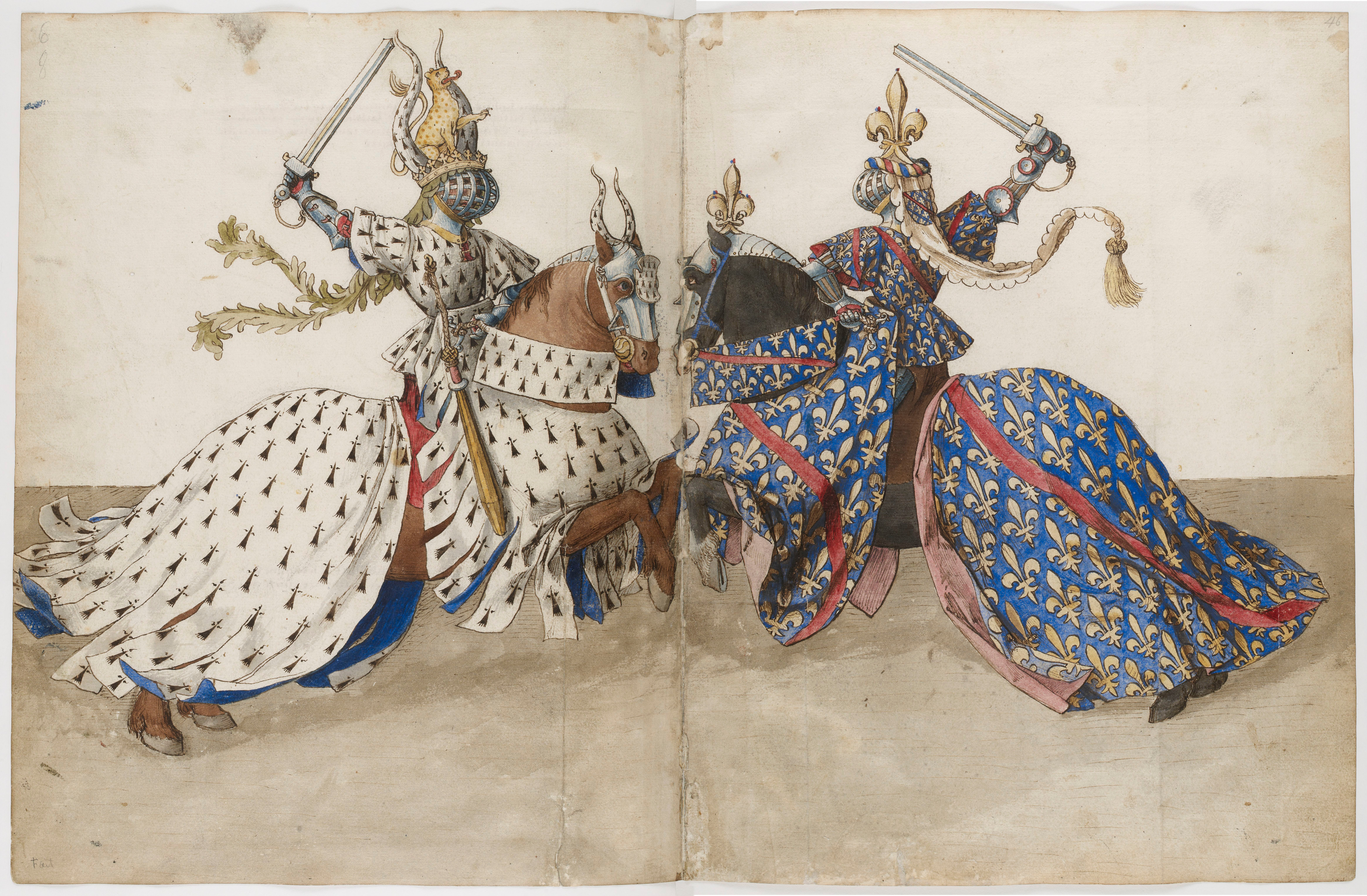
Deux destriers dans le Livre des tournois, XVe.

La cavalerie légère est utilisée pour la guerre depuis des siècles, mais l’époque médiévale voit la montée en puissance de la cavalerie lourde en Europe occidentale. Les historiens s'accordent pour dater la généralisation du destrier au milieu du XIIe siècle. Alors que les chevaux restent initialement montés pour que leurs cavaliers attaquent, au XIVe siècle, les chevaliers descendent fréquemment de selle pour aller au combat. Les chevaux sont alors renvoyés à l’arrière, et tenus prêts à la poursuite. En Angleterre, sous Édouard III (1327-1377), le destrier tient essentiellement un rôle honorifique, et peu sont montés au combat.

#### En tournoi et jeu martial
Les premiers tournois sont attestés dès la seconde moitié du XIe siècle, d'abord sous la forme de « guerres privées ». Ils se codifient et deviennent une source de revenus pour les chevaliers en temps de paix. Ces règles visent à les pacifier, tout manquement peut conduire à la saisie du destrier, des armes et des équipements. C'est une activité d'hommes, bien éloignée de la vision qu'en a donnée l'amour courtois. Les sources littéraires laissent supposer que le destrier était un enjeu de ces sports martiaux. Dans la plupart des épopées médiévales, le cheval s'échange entre Sarrasins et chrétiens, le vainqueur récupérant la monture du vaincu.

### Un animal statutaire

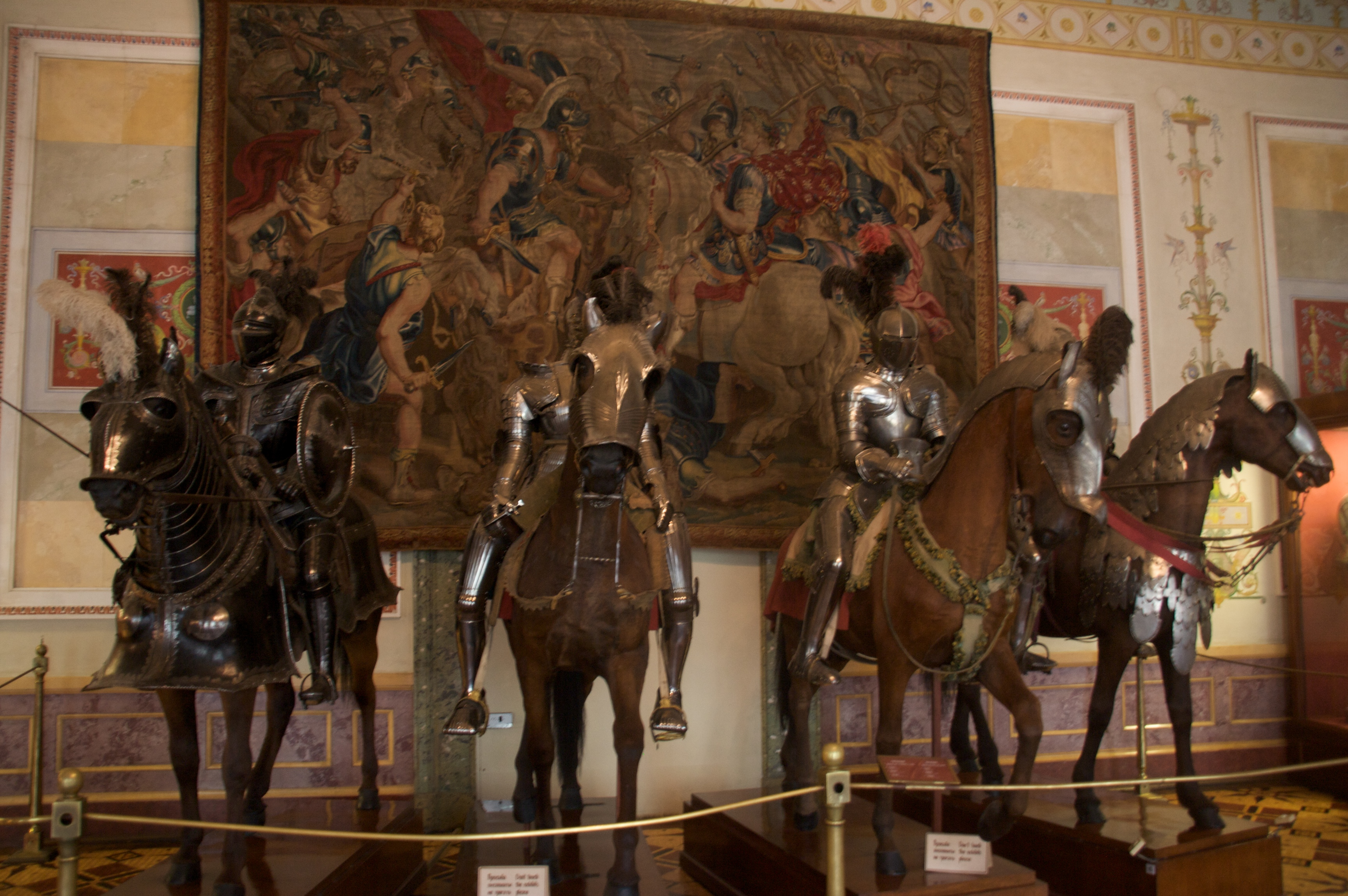
Les chevaliers et leur destrier au Hall des chevaliers, musée de l'Ermitage.

Le cheval est un animal de pouvoir, dont l’utilité militaire est connue depuis la Préhistoire. Au Moyen Âge, il devient peu à peu l’emblème de la noblesse et définit la chevalerie (le nom « chevalerie » étant lui-même basé sur celui du cheval), d'où l'association destrier/chevalier. Selon Daniel Roche, alors que l'Europe orientale est dominée par de nombreux peuples cavaliers, le monde médiéval occidental mobilise tardivement les équidés au service des hommes. La société européenne des écuyers réserve l'usage des chevaux à l'État et l'élite sociale, en s'appuyant sur des catégories rurales et urbaines spécialisées pour la production, l'élevage, le dressage et le commerce. Le cheval devient l'emblème d'une classe sociale.
Les épopées médiévales les plus anciennes témoignent de l'amour du chevalier pour son destrier, ses armes et les autres chevaliers. L'époque de la littérature courtoise donne une vision « idéale » du destrier, ne correspondant sans doute pas à la réalité historique. L'association symbolique du cheval avec le statut aristocratique provient de la perception du chevalier monté comme pierre angulaire tactique des batailles médiévales.

### Disparition
La disparition des destriers au combat coïncide avec l'apparition de la poudre à canon sur les champs de bataille, au XVe siècle. Elle rejaillit sur la définition de la noblesse à la fin du XVIe siècle et au début du XVIIe siècle, en France notamment. La figure du noble passe du combattant armé possédant des chevaux de guerre au courtisan raffiné. Toutefois, le cheval conserve un rôle central dans cette définition, l'habilité à pratiquer l'équitation étant toujours associée à la noblesse. La pratique des tournois, nécessitant des destriers, perdure sur cette période alors que la cavalerie lourde est devenue inutile au combat. Au XVIIe siècle, la pratique militaire de l'équitation disparaît presque entièrement chez la noblesse au profit du dressage classique. Il est difficile de savoir ce que les destriers sont devenus, puisque les lignées de chevaux de cavalerie lourde disparaissent elles aussi des registres au cours du XVIIe siècle.

## Description

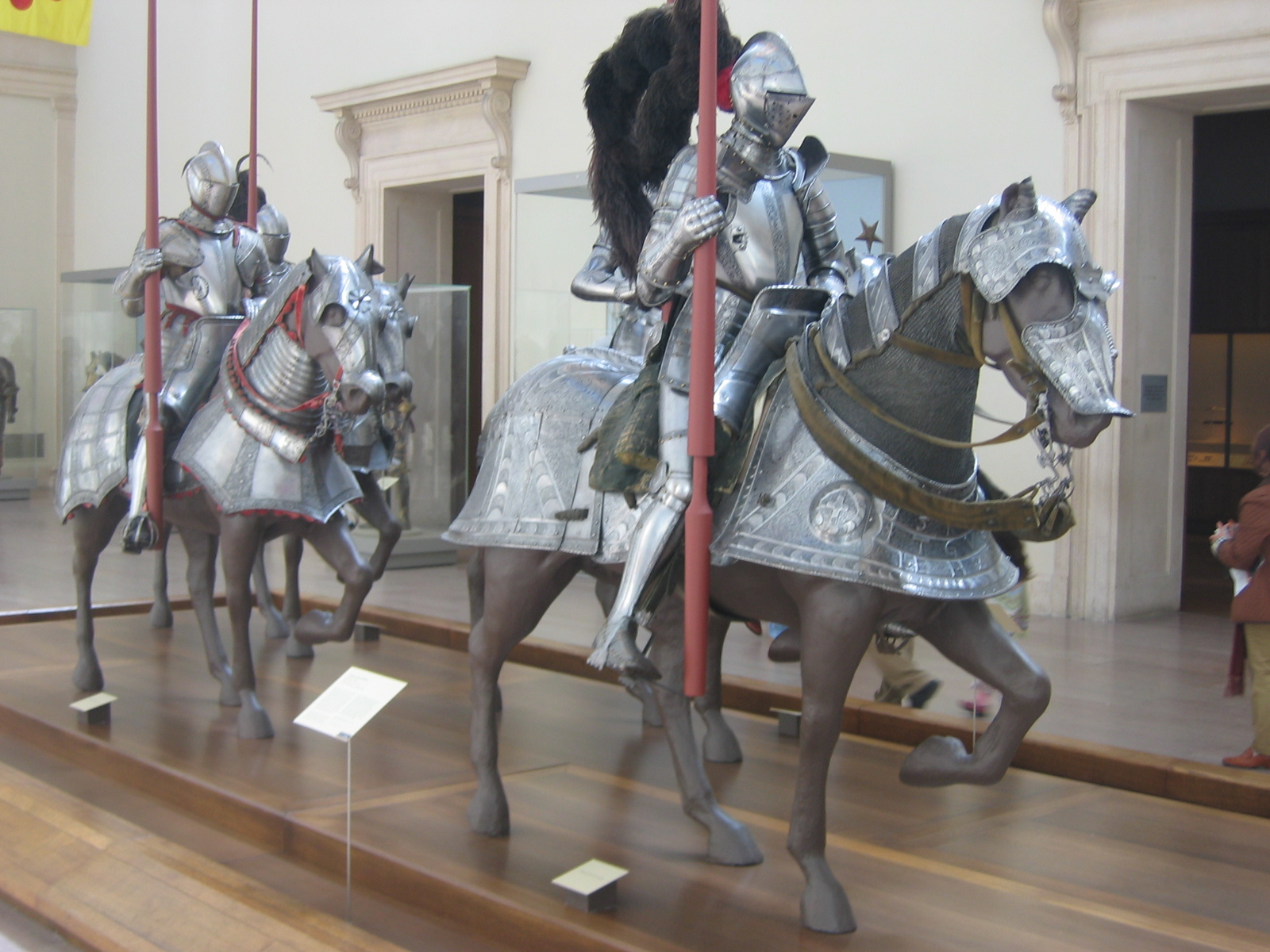
Reconstitution d'armures de chevaliers et de destriers du XVI.

La vision du destrier est souvent celle d'un « grand étalon fidèle, exclusif, féroce, puissant et fougueux, dont le galop fait trembler la terre ». Entretenue par les jeux vidéo et le cinéma, cette croyance ne reflète pas la réalité historique. Le nom « destrier » ne se réfère pas d'ailleurs à une race, mais à un type de cheval. Les chevaux du Moyen Âge sont désignés par leur usage.
Certains ouvrages de vulgarisation le présentent comme massif et peu maniable, en adéquation avec une époque barbare et obscurantiste où se pratiquait une « équitation cruelle et sans finesse ». Les historiens démentent depuis des années ce genre d'affirmation. Le destrier, en étalon élevé spécifiquement pour les besoins militaires, doit être bien formé, solide, rapide et agile, doté d'une arrière-main puissante, d'un dos court, d'os solides et d'une encolure bien courbée. Au XIVe siècle, les auteurs le décrivent comme « grand et majestueux, doté d'une grande force »,. Il est très prisé des chevaliers et des hommes d’armes, mais peu commun.

### Taille et poids
Il existe de nombreuses controverses parmi les cercles médiévistes au sujet de la taille et du poids des destriers. Quelques historiens réputés (et un grand nombre d'ouvrages de vulgarisation et d'enseignement scolaire) supposent une taille de 1,70 m à 1,80 m, autant que les plus grands chevaux de trait (type Shire) actuels. Aucune preuve n'étaye une telle taille supposée.
Les documents médiévaux ne donnent pas d'informations solides sur la taille et le poids des destriers, mais d'après les squelettes déterrés, la taille moyenne des chevaux de l'époque est située entre 1,20 m et 1,40 m. Une analyse d'Ann Hyland sur des pièces d’armure retrouvées lors de fouilles indique que le matériel est initialement porté par des chevaux toisant de 1,50 m à 1,60 m. Les recherches entreprises au Museum of London soutiennent que le cheval militaire anglais mesurait de 1,40 m à 1,50 m, et se distinguait d’un cheval de selle ordinaire par sa force et ses compétences plutôt que sa taille. En France, une étude de la Fédération française médiévale, basée à Marseille, arrive aux mêmes conclusions. Cette moyenne de taille ne semble pas varier énormément. Les chevaux font peut-être l’objet d’un élevage sélectif pour augmenter leur taille dès les IXe et Xe siècles. Au XIe siècle, un cheval de guerre toise en moyenne autour de 1,50 m, d'après des études sur les fers à cheval normands et les représentations de la tapisserie de Bayeux. Une analyse sur les chevaux de transport suggère qu’au XIIIe siècle, les destriers sont de constitution trapue et ne mesurent pas plus de 1,50 m à 1,60 m. Trois siècles plus tard, les chevaux de bataille ne sont pas significativement plus grands ni plus lourds.
Certains historiens avancent qu’un grand cheval est souhaitable pour augmenter la puissance d’une charge à la lance. Toutefois, les expériences pratiques suggèrent que la puissance du cheval et sa force sont plus pertinentes que sa taille, et que le poids du cheval a peu d’impact sur la puissance de la charge avec la lance. Un dernier argument en faveur d’un cheval de bataille d’environ 1,40 m à 1,60 m est la survie du chevalier, qui doit être en mesure de monter sur son cheval en armure complète, en s’aidant simplement de ses étriers. S’il tombe à terre au cours de la bataille, le chevalier est vulnérable s’il est incapable de remonter par lui-même.
En 2021, une étude publiée dans l'International Journal of Osteoarchaeology sur l'analyse d’ossements de chevaux anglais réparti sur 171 sites archéologiques et couvrant une période allant de 300 à 1650 après J.-C. conclut qu'« ils mesuraient souvent à peine plus 1,40 mètre de hauteur au garrot, là où nos grands chevaux contemporains atteignent fréquemment 1,70 mètre. Ils entreraient ainsi de nos jours, si l’on s’en tient à la classification commune de la taille des chevaux, dans la catégorie des poneys, tout au plus des grands poneys (...) les chevaux de 1,60 mètre au garrot, et même ceux d’1,50 mètre, étaient très rares, même à l'apogée du réseau de haras royaux aux 13e et 14e siècles ».

### Morphologie et charge supportée

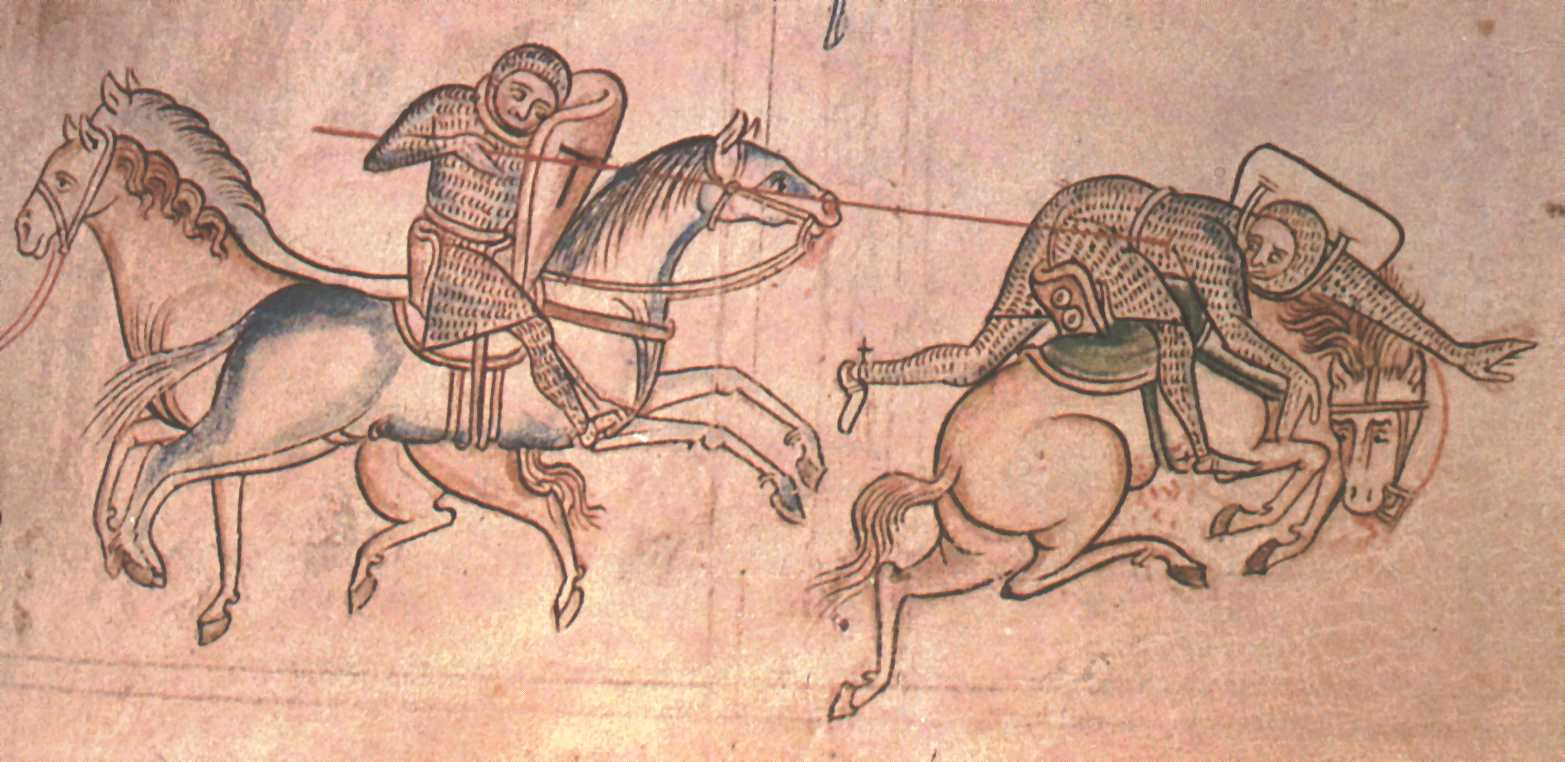
Sur son destrier, William Marshall désarçonne son adversaire lors d'une joute.

Une opinion populaire veut que le destrier possède un physique « plus proche de celui d'un cheval de trait que du fringant coursier ». L’une des raisons de la croyance répandue considérant que le cheval de guerre médiéval ne pouvait être qu’un énorme cheval de trait est l’hypothèse, encore soutenue par de nombreuses personnes, selon laquelle l’armure médiévale est extrêmement lourde. En réalité, même les plus lourdes armures de tournoi pour les chevaliers ne pèsent pas plus de 40 kg. Sur le terrain, l’armure de guerre pèse habituellement de 18 à 32 kg. La barde, armure du cheval dont l’utilisation est plus répandue dans les tournois que pour la guerre, dépasse rarement 32 kg. Pour protéger les chevaux, le cuir bouilli et rembourré semble être plus fréquemment employé et probablement aussi efficace.
En ajoutant le poids du cavalier et des autres équipements, et tenant compte du fait que les chevaux ne peuvent porter qu’environ 30 % de leur propre poids, ces charges peuvent certainement être portées par un cheval pesant de 550 à 600 kg. Une étude anglaise indique que le cheval de guerre avait la taille et la constitution d’un cheval de chasse ou d’équitation ordinaire, celle de la Fédération française médiévale publiée dans Cheval Savoir conclut que les destriers étaient des animaux solides et râblés, plus proches d'un actuel Pure race espagnole ou Lusitanien robuste que d'un Percheron ou autre cheval de trait

### Races présumées

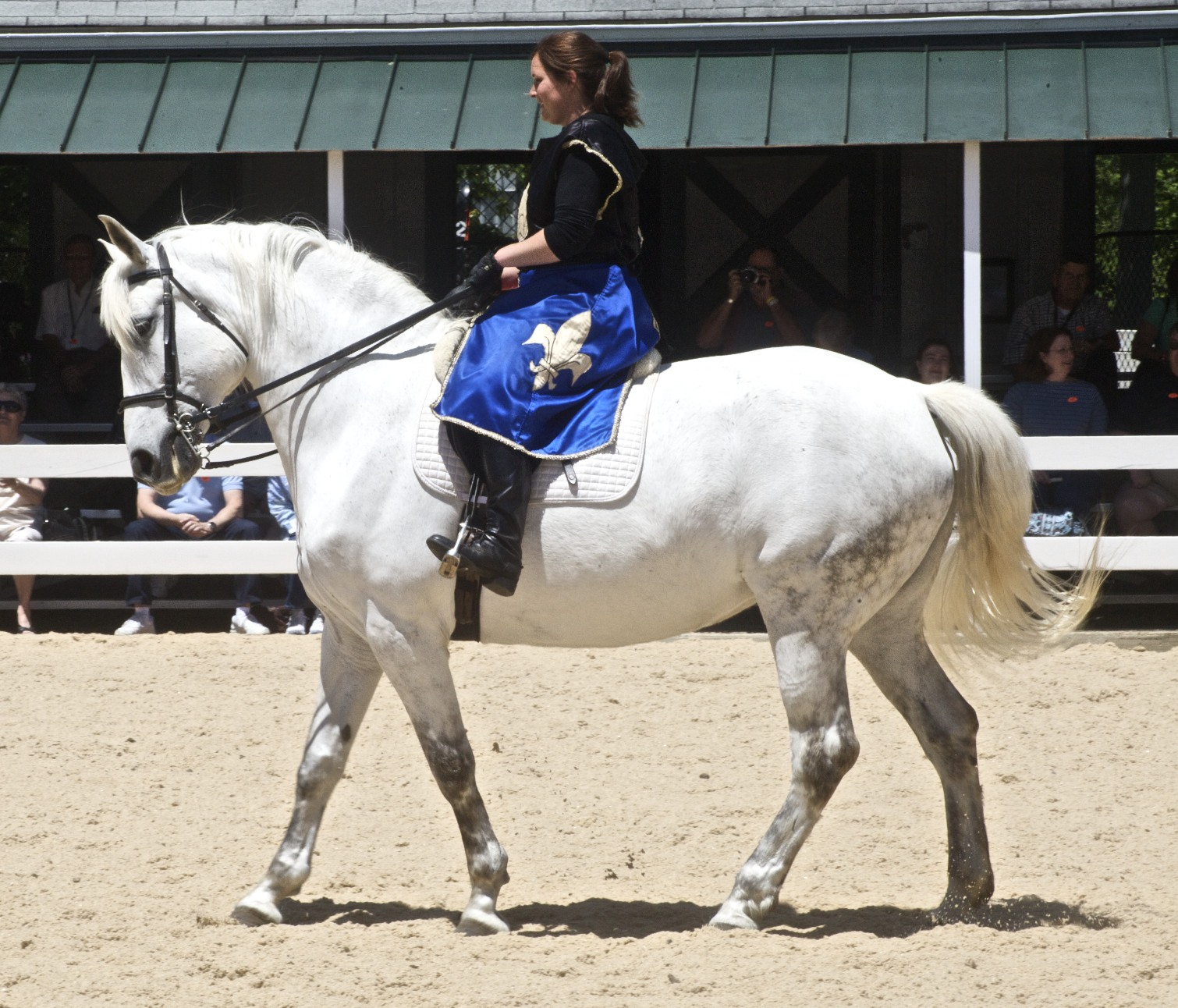
Le Spanish Norman, croisement de Percheron et d'Andalou issu d'une expérience américaine de reconstitution du destrier.

La question de la parenté supposée des races de chevaux actuelles avec les destriers médiévaux fait couler beaucoup d'encre. Les statues équestres réalisées en Italie à la fin du Moyen Âge occidental (correspondant à la Renaissance italienne) suggèrent que le destrier était un cheval ibérique ou un cheval baroque, comme le Pure race espagnole, le Frison, ou alors un demi-sang lourd comme le trait irlandais.

#### Frison
Les films modernes au sujet du Moyen Âge montrent souvent des chevaux Frisons (ou chevaux de Frise) dans un rôle de destrier. Selon le vulgarisateur anglais Elwyn Hartley Edwards, la race était historiquement prisée pour les batailles et semble avoir participé aux croisades, puis reçu des apports de sang étranger à la même époque,. Cette information est à nuancer, puisque le modèle actuel du Frison résulte pour beaucoup de l'occupation espagnole des Flandres au XVIe siècle.

#### Cheval de trait

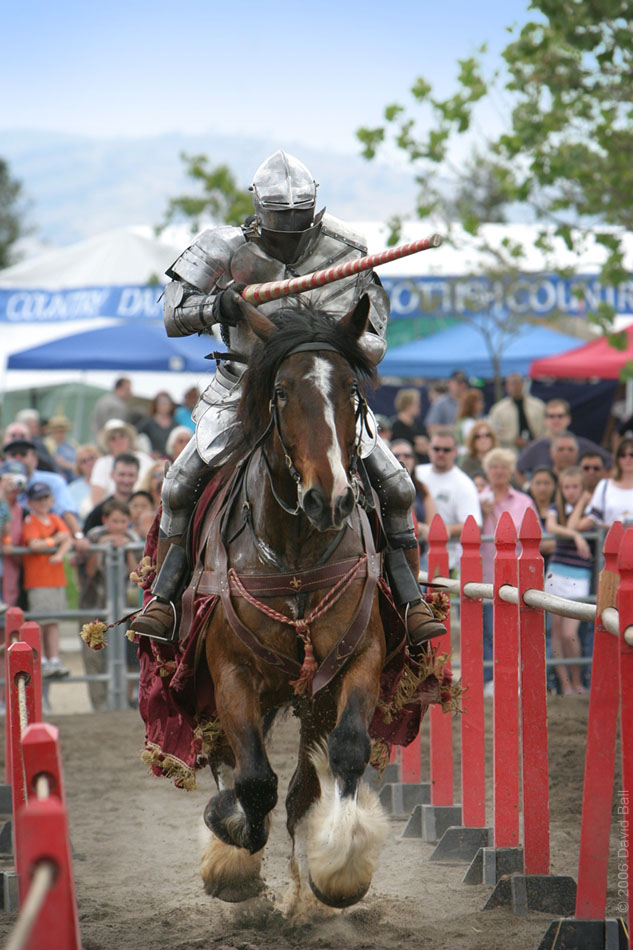
Reconstitution moderne d'une joute avec un Clydesdale, cheval de trait plutôt éloigné de ce que devait être un destrier médiéval.

En raison du nom de Great Horse, « Grand Cheval », décrivant les destriers anglais, quelques historiens postulent que les actuels chevaux de trait descendent de destriers. De nombreuses associations d'élevage clament que le Percheron, le Jutland ou encore le Shire sont les descendants de destriers médiévaux. Cette théorie suggère que ces chevaux abandonnés comme montures de guerre ont été absorbés, croisés et métissés avec les chevaux dits à sang froid utilisés pour le travail. Les destriers sont toutefois réputés pour leur sang chaud. Les recherches les plus récentes soutiennent toutes que le destrier n'était pas un cheval de trait,, l'étude de la Fédération française médiévale pointe des différences de morphologie, d'usage (les chevaux de trait sont employés par les paysans, les destriers par la classe militaire et les nobles dont ils sont l'emblème) et de tempérament.

#### Expériences de reconstitution
Des expériences récentes visent à reconstituer les destriers médiévaux en croisant un cheval de selle athlétique à un trait léger. Le Spanish Norman, issu d'un croisement de Percheron et d'Andalou depuis 1991, est présenté comme la plus proche reconstitution possible d'un destrier médiéval, s'appuyant sur le fait que les anciens chevaux normands ont été influencés par du sang espagnol. Le Warlander, un croisement de Frison et d'Andalou, est également présenté comme proche d'un destrier.

## Dans la culture

### Représentations artistiques
Les représentations artistiques de destriers les figurent généralement très petits par rapport aux cavaliers. Elles ne permettent pas de tirer d'informations zootechniques, les chevaux disparaissant presque entièrement sous leur drapé et leur caparaçon.

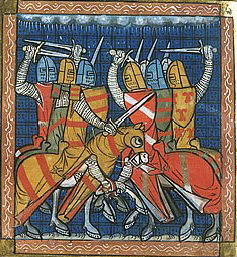
Chevaliers en combat. (British Library, Royal 16 G VI f. 380v, entre 1332 et 1350)
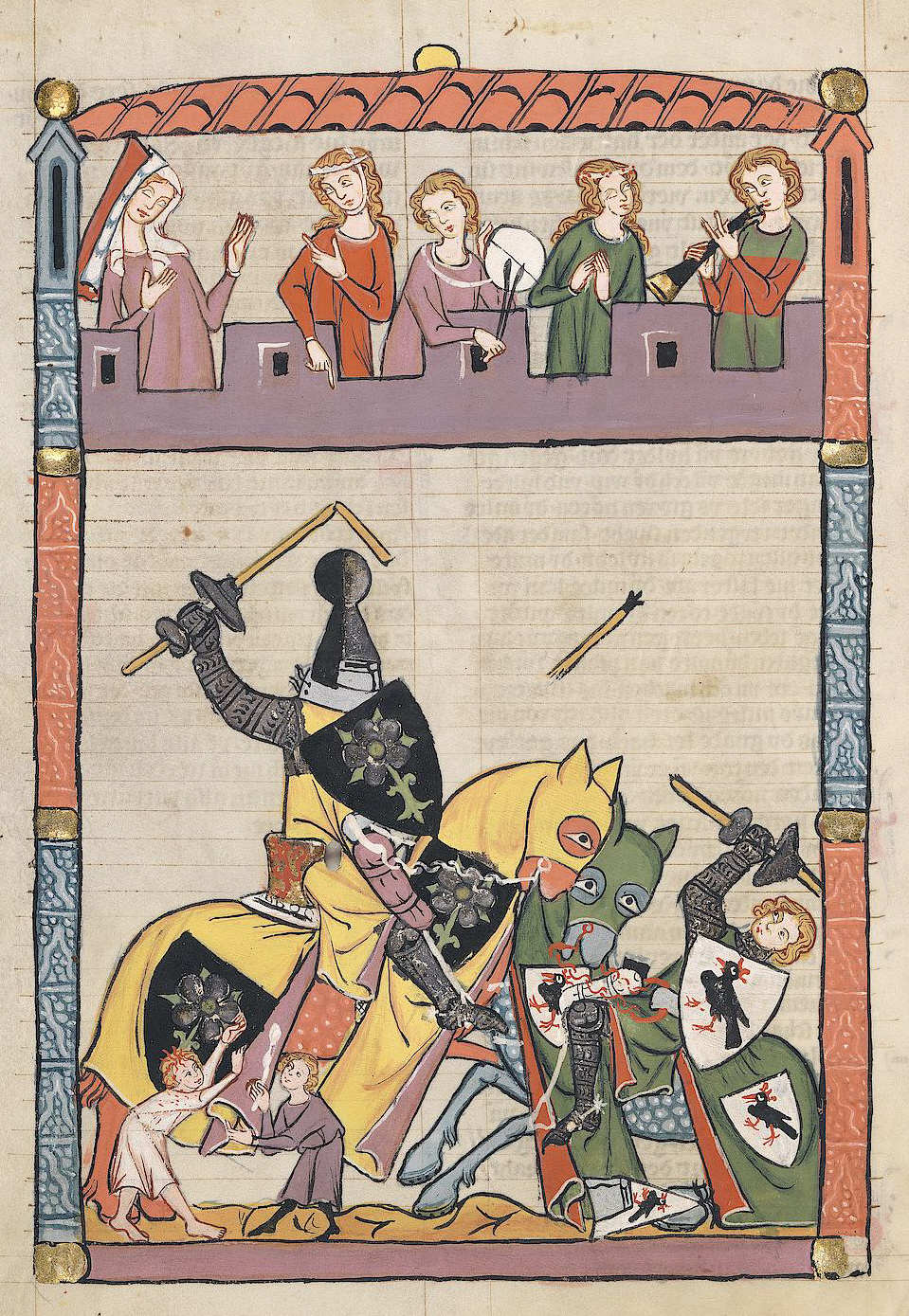
Tournoi sur destriers dans le codex Manesse (1305–1340)
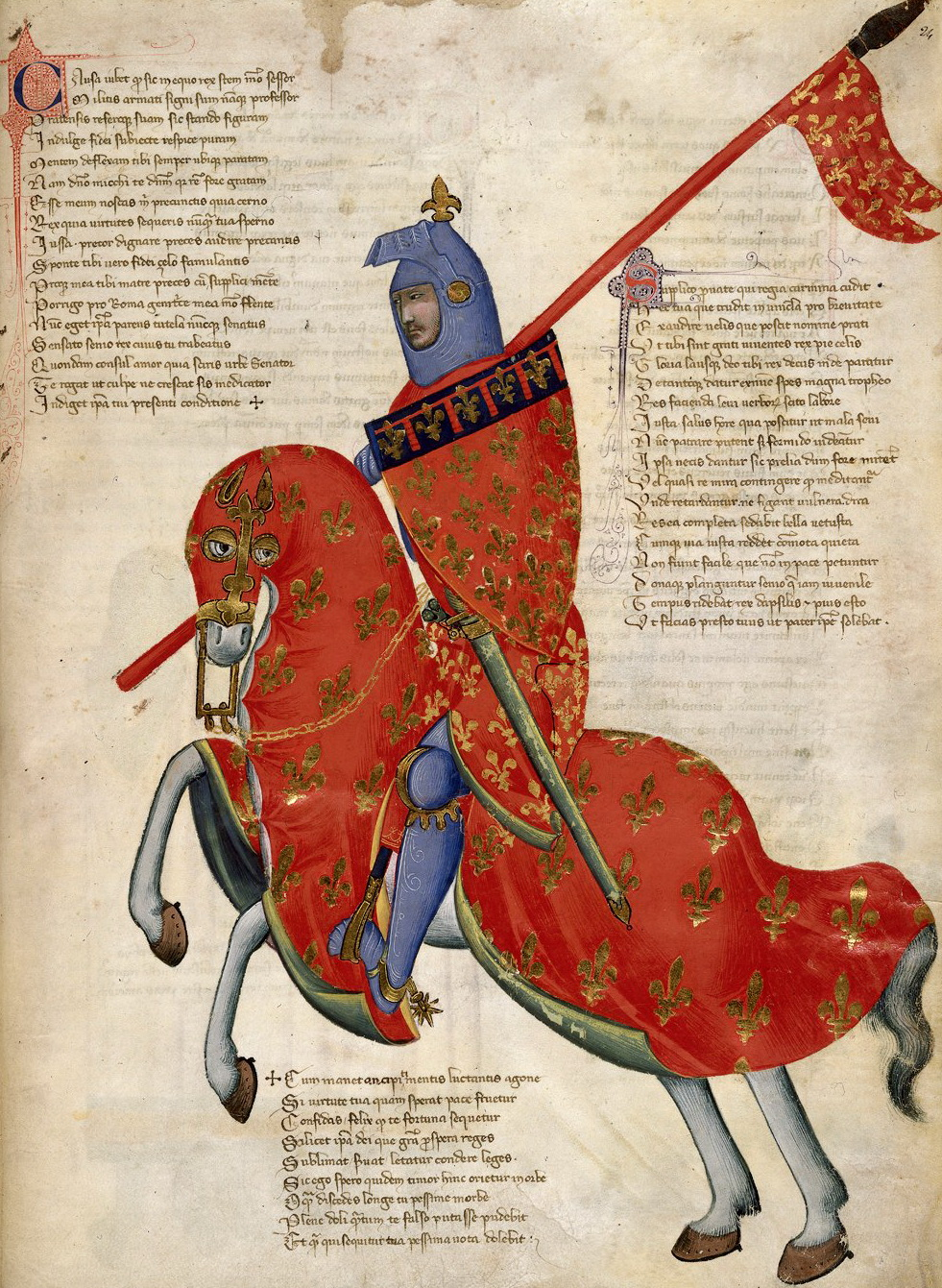
Chevalier toscan (1335–1340)
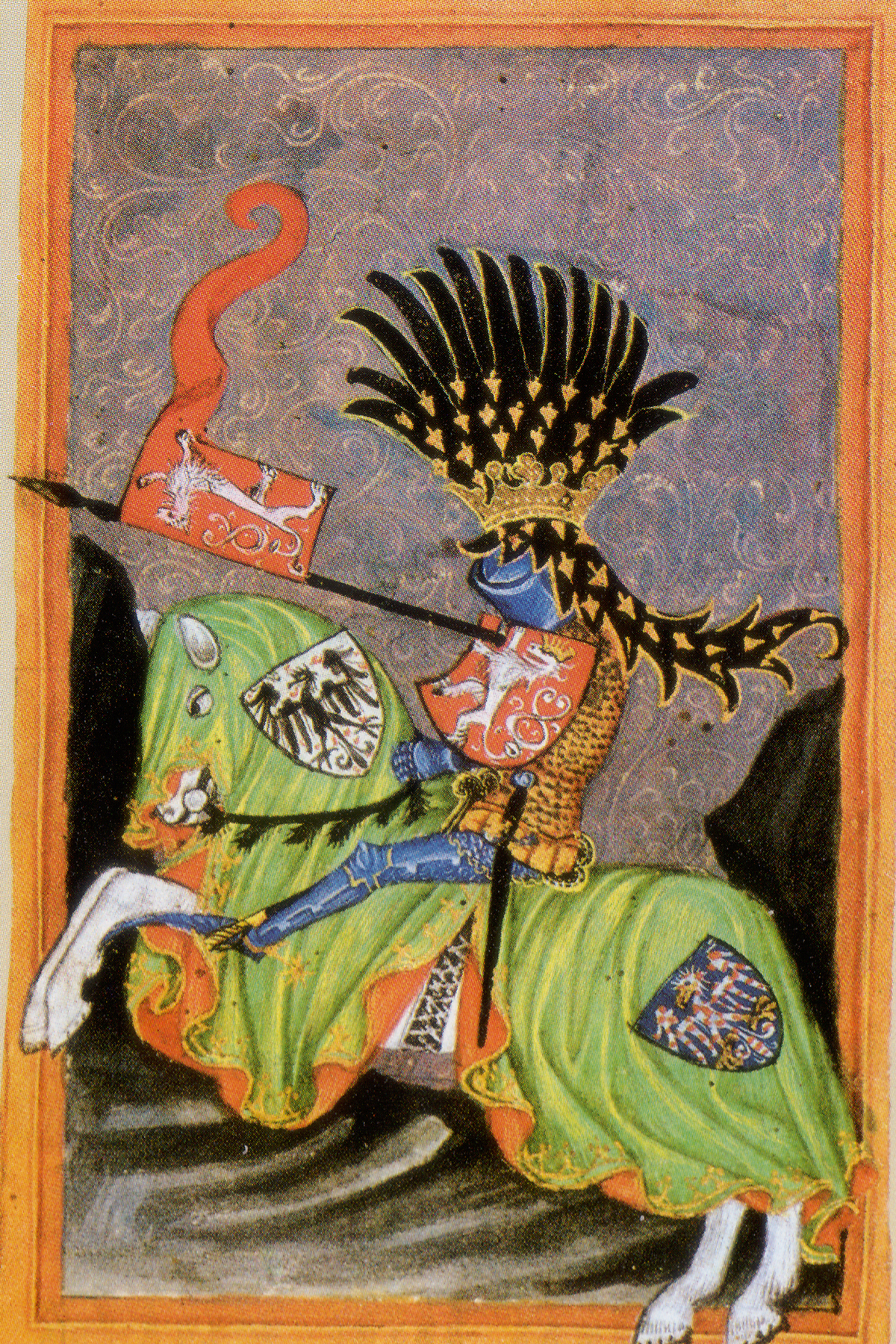
Venceslas Ier de Bohême (1230–1253) sur son destrier, portant une armure anachronique (XVe siècle)

### Œuvres littéraires médiévales

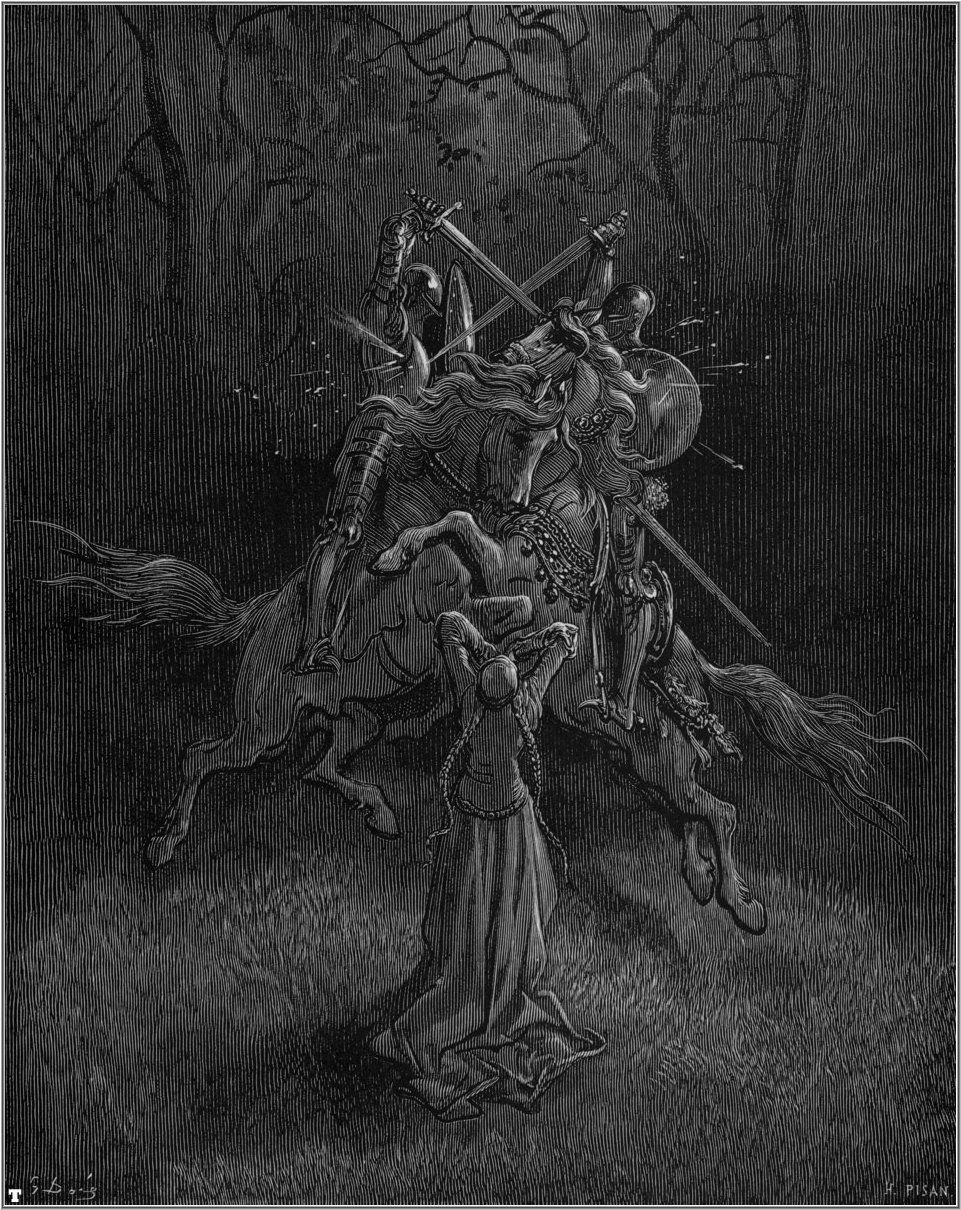
Combat de deux chevaliers sur leur destrier, vu par Gustave Doré pour le Roland furieux.

Les destriers sont mentionnés dans les romans et poèmes de chevalerie français, anglais, espagnols et italiens, en particulier dans la légende arthurienne et la matière de France. Certains sont nommés et jouent un rôle important, en particulier Bayard, le « cheval-fée » des Quatre fils Aymon. Veillantif est la monture de Roland le paladin, Blaviet Affilet celle d'Olivier, Gringalet celle de sir Gauvain.
Cest destrier par mei vus enveie,

Ensanble od vus veut que jeo seie :

Vos gages vus aquiterai,

De vostre Hostel garde prendrai.

#### Analyse littéraire
La description littéraire du destrier évolue entre le XIe siècle et le XIIIe siècle. Les chansons précisent de plus en plus fréquemment leur couleur de robe et leur provenance (Maure, Arabe, Gascon…), leurs qualités littéraires s'accroissent. Cette accumulation d'épithètes à la louange des destriers s'explique par les idées de perfection et de noblesse véhiculées par le récit chevaleresque, mais aussi par les besoins de la rime ou du roman.
Les lais anonymes accordent de la place aux chevaux, davantage que ceux de Marie de France.
Les romans courtois ne sont pas en reste. Dans Le Roman de la Rose qui date du premier tiers du XIIIe siècle, l'auteur s'attache à donner de la vraisemblance à son récit par des détails descriptifs, en particulier des chevaux du héros, Guillaume de Dole. Appelés à rejoindre l'empereur d'Allemagne, ses compagnons et lui chevauchent de « granz destriers de pris, bon et biax, d'Espagne ». Si, pour la parade, il monte un palefroi blanc, son destrier de combat est un « cheval hardi come lion, / fort et isnel (rapide) et bien corant », et l'un de ses adversaires au tournoi de Saint-Trond monte « un mout biau destrier tot ver (tacheté) / qui n'avoit point de poil d'yver », tout naturellement nommé « Vairon ».
Dans la littérature chevaleresque en général, l'association chevalier/destrier s'inscrit dans une triade qui associe aussi le prélat et la dame au palefroi, et le marchand, l'écuyer ou le bourgeois au roncin. Le destrier est perçu comme une extension de son propriétaire, dont il partage les qualités. Insulter la monture, c'est insulter la personne qui la monte. Le cheval est présenté d'une manière qui reflète la fortune ou la misère de son maître. Le harnachement est associé à son utilisation guerrière, et le chevalier littéraire est calé dans une selle très enveloppante, fortement appuyé sur ses étriers. Des qualités martiales sont attribuées au destrier, il se doit d'aimer combattre autant que son maître.

#### Analyse symbolique
D'après Étienne Souriau, ces chevaux sont les « compagnons constants des héros » et ont suffisamment d'importance pour posséder une personnalité, un caractère défini et leur propre nom. Franck Évrard remarque que les chansons de geste et romans de chevalerie concilient les valeurs chevaleresques et les valeurs religieuses, contribuant à forger une image symbolique du cheval. L'auteur voit dans le destrier un « symbole de la virilité et de l'initiation chevaleresque ». Comme cela est mis en évidence dans un certain nombre de romans, le chevalier dépossédé de son destrier est un être diminué.

### Expressions populaires
Le destrier est, d'après Homéric, le linguiste Michel Praneuf et beaucoup d'auteurs plus anciens, à l’origine de l’expression française « monter sur ses grands chevaux » qui signifie « s’emporter », par analogie avec le chevalier qui partait guerroyer sur son destrier. Il existe des équivalents à cette expression dans de nombreuses autres langues, notamment en anglais (to ride the high horse), en allemand (sich aufs hohe pferd setzen), en norvégien et en suédois. 
De nos jours, qualifier un cheval de « destrier » est une manière poétique de le désigner.

### Dans la culture moderne
Le terme de « destrier » a été repris dans le domaine du jeu de rôle et du jeu en réseau médiéval fantastique pour désigner la monture des chevaliers et des paladins. Il connaît également une extension vers le monde maritime, désignant un bateau (ce qui reprend la relation étroite entre le chevalier et sa monture). Le nom est aussi repris dans un but commercial, Destrier est par exemple une marque d'aliments pour les chevaux.